# 2 Minutes to Midnight
"2 Minutes to Midnight" är en låt och en singel av det brittiska heavy metalbandet Iron Maiden släppt den 6 augusti, 1984. Låten är skriven av bandets ena gitarrist Adrian Smith och sångaren Bruce Dickinson och är den första singeln till albumet Powerslave.

Låten handlar om det då pågående kalla kriget och politiker under krig och det missnöje bandet hade om den dåvarande situationen. Namnet kommer från domedagsklockan som var en symbol för hur nära en kärnvapenkatastrof jorden var under det kalla kriget då klockan skulle slå midnatt så skulle en kärnvapenexplosion ske. I september, 1949 lyckades Sovjet för första gången spränga en atombomb och då flyttades klockan så nära som två minuter till midnatt. 1984 då singeln släpptes hade man flyttat klockan till tre minuter före midnatt vilket är det nästnärmaste efter 1953. Idag står klockan på 1 minut och 30 sekunder till midnatt.

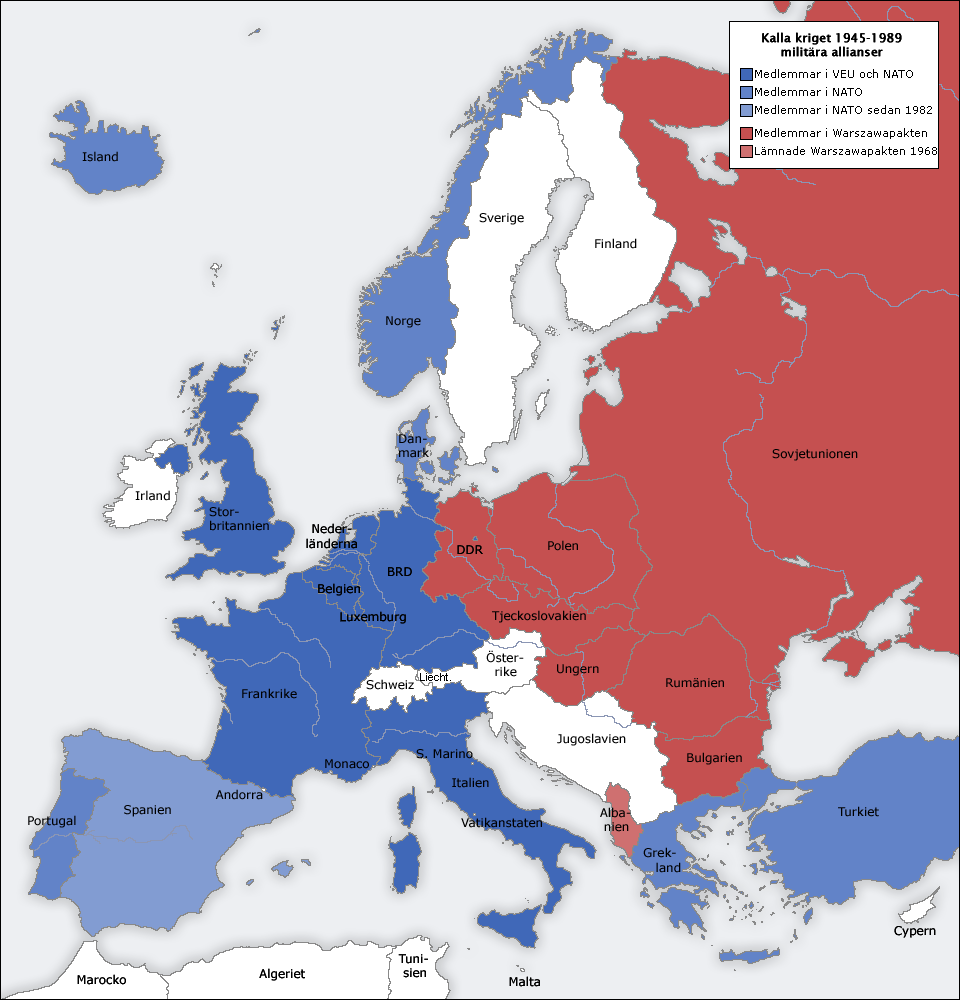
Sångtexten behandlar kärnvapenhotet under det kalla kriget.

På singeln fanns två B-sidor, den ena var en cover på en sång av Beckett som heter "Rainbow's Gold" från 1974. Enligt Nicko McBrain så var bandet vänner med Iron Maiden, men Beckett fick aldrig ett genombrott och släppte bara en skiva. Låten är väldigt lik "Hallowed Be Thy Name", till exempel:
And your bird she's singing

Catch your soul, he's willing to fly away

– "Rainbow's Gold"
And though the end is near I'm not sorry

Catch my soul, it's willing to fly away

– "Hallowed Be Thy Name"
Antagligen gillade Steve Harris texten så mycket så han lånade in den till "Hallowed Be Thy Name".
Den andra var ett gräl mellan Nicko McBrain och Steve Harris efter en konsert där Harris fick problem med basen under McBrains trumsolo. Han skickade iväg någon för att säga åt McBrain att förlänga sitt trumsolo men det ledde till att Nicko tappade bort sig. Efter konserten spelade Bruce Dickinson in grälet och man gjorde det till en B-sida som heter "Mission From 'Arry".
Låten finns även med i soundtracket till dator- och tv-spelet GTA: Vice City.

## Låtlista
1. "2 Minutes to Midnight" (Smith, Dickinson)
2. "Rainbow's Gold" (Slesser, Mountain)
3. "Mission From 'Arry" (Harris, McBrain)

## Medlemmar
- Steve Harris - bas
- Nicko McBrain - trummor
- Bruce Dickinson - sång
- Adrian Smith - gitarr
- Dave Murray - gitarr